# Hộ chiếu Thành Vatican và Tòa Thánh

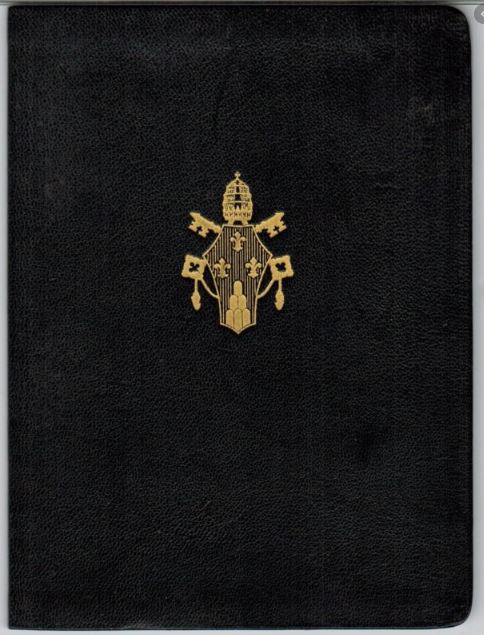
Một hộ chiếu Vatican cũ có huy hiệu của Giáo hoàng Phaolô VI

Hộ chiếu Vatican (tiếng Ý: passaporto vaticano) là hộ chiếu do Tòa Thánh hoặc Thành Vatican cấp. Tòa Thánh cấp hộ chiếu ngoại giao và công vụ, trong khi Thành Vatican có thể cấp hộ chiếu phổ thông cho công dân của mình.
Tòa Thánh và Thành quốc Vatican là hai chủ thể của luật pháp quốc tế và được Giáo hoàng chủ trì thông qua Phủ Quốc vụ khanh Tòa Thánh và Ủy ban Giáo hoàng về Nhà nước Thành Vatican. Mỗi thực thể này đều cấp hộ chiếu riêng của mình.
Trong số khoảng 800 cư dân của Thành Vatican, hơn 450 người có quốc tịch Vatican. Trong đó có khoảng 135 lính vệ binh Thụy Sĩ. Khoảng cùng số lượng từng đó công dân của nước này sống ở nhiều quốc gia khác nhau, chủ yếu trong các nhiệm vụ ngoại giao của Tòa Thánh.
Luật của Thành quốc Vatican về quyền công dân, cư trú và nhập cảnh, được ban hành vào ngày 22 tháng 2 năm 2011, phân loại công dân thành ba loại:
1. Hồng y cư trú tại Thành Vatican hoặc tại Roma;
2. Nhà ngoại giao của Tòa Thánh;
3. Cá nhân cư trú tại Thành Vatican do chức vụ hoặc công việc của họ.[3]

Chỉ đối với loại thứ ba thì mới cần phải có sự cấp quyền công dân thực tế.
Hộ chiếu ngoại giao của Tòa Thánh, không phải hộ chiếu của Thành quốc Vatican, được những người làm việc trong ngành ngoại giao của Tòa Thánh nắm giữ.
Hộ chiếu công vụ của Tòa Thánh có thể được cấp cho những người làm việc cho Tòa Thánh ngay cả khi họ không phải là công dân của Thành Vatican.
Hộ chiếu Thành Vatican được cấp cho công dân của quốc gia này nhưng không làm việc cho Tòa Thánh.
Hộ chiếu do Thành Vatican cấp bằng tiếng Ý, tiếng Pháp và tiếng Anh; trong khi hộ chiếu do Tòa Thánh cấp bằng tiếng Latinh, tiếng Pháp và tiếng Anh.